# هيمى المفتي
هيمى المفتي، كاتبة وقاصَة،
ولدت في حمص عام 1970 ، تكتب القصص القصيرة وأدب الأطفال وتنشر في الصحف المحلية ، تحمل إجازة في الآداب قسم اللغة الإنكليزية ،عضو مرشح في جمعية القصة والرواية في اتحاد الكتاب العرب ، حمص

## صدر لها
1. ومضات ، قصص ، دائرة الثقافة والإعلام ، الشارقة ، 1998 .
2. همسات صينية ، قصص اتحاد الكتاب العرب ، دمشق ، 2001 .
3. عملاق الطوابق العليا ، قصص ، دار الحصاد ، دمشق ، 2007 .

## الجوائز التي حصلت عليها
- المركز الرابع في جائزة دبي الثقافية لعام 2009 ، فئة القصة القصيرة عن مجموعتها " خلف الألوان "
- المركز الثاني في جائزة الشارقة الثقافية لعام 2009، فئة أدب الأطفال عن مجموعتها " مذكرات مريم
- المركز الأول في مسابقات أنجال سمو الشيخ هزاع بن زايد آل نهيان لثقافة الطفل العربي لعام 2009، عن قصتها " عمير بن سعد.. فتى جريء في الحق "
- المركز الأول في مسابقة الجولان للإبداع الأدبي عن قصتها "عمق بحد الموت "